# Byttneria sambiranensis
Byttneria sambiranensis är en malvaväxtart som beskrevs av Arenes. Byttneria sambiranensis ingår i släktet Byttneria och familjen malvaväxter. Inga underarter finns listade i Catalogue of Life.